# Thomas Yeh Sheng-nan

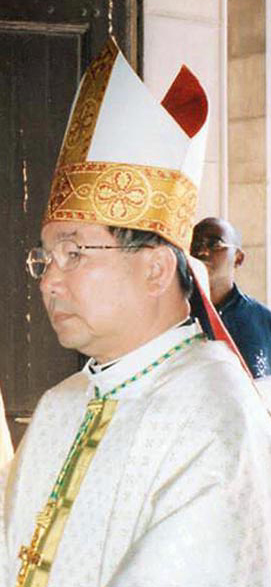
Thomas Yeh Sheng-nan (2005)

Thomas Yeh Sheng-nan (chinesisch 葉勝男 Yè Shèngnán; * 26. Juni 1941 in Takao, Japanisches Kaiserreich) ist ein chinesischer Geistlicher, emeritierter römisch-katholischer Erzbischof und Diplomat des Heiligen Stuhls.

## Leben
Thomas Yeh Sheng-nan empfing am 27. März 1971 das Sakrament der Priesterweihe für das Bistum Tainan. Er wurde im Fach Philosophie promoviert.
Am 10. November 1998 ernannte ihn Papst Johannes Paul II. zum Titularerzbischof pro hac vice von Leptis Magna und bestellte ihn zum Apostolischen Nuntius in Sri Lanka. Die Bischofsweihe spendete ihm der Präsident des Päpstlichen Rates zur Förderung der Einheit der Christen, Edward Idris Kardinal Cassidy, am 20. Dezember desselben Jahres; Mitkonsekratoren waren der Offizial im Staatssekretariat des Heiligen Stuhls, Kurienerzbischof Carlo Maria Viganò, und der emeritierte Erzbischof von Taipeh, Stanislaus Lo Kuang. Am 22. April 2004 wurde Thomas Yeh Sheng-nan Apostolischer Nuntius in Algerien und Tunesien.
Im Jahr 2015 trat er in den Ruhestand. Sein Nachfolger als Nuntius in Algerien und Tunesien wurde Erzbischof Luciano Russo.